# Lac Müritz
La Müritz (en allemand :/ˈmyːʁɪt͡s/, ? Écouter [Fiche]; du slave morcze = "petite mer") est un lac situé dans le nord de l'Allemagne, dans le Land de Mecklembourg-Poméranie-Occidentale.
L'arrondissement de Müritz tient son nom du lac.

## Formation
Le Müritz a été formé au cours de la dernière période glaciaire.

## Géographie
La superficie du Lac Müritz est de 117 km2, ce qui en fait le second lac d'Allemagne après le lac de Constance et le plus grand lac d'Allemagne situé complètement à l'intérieur de ses frontières, le lac de Constance étant partagé avec l'Autriche et la Suisse.   

### Structure
Le lac mesure environ 29 km dans le sens nord-sud et environ 13 km dans le sens est-ouest. Son bassin versant représente environ 663 km2 et sa superficie est de 117 km2. Sa profondeur maximale est de 31 mètres.

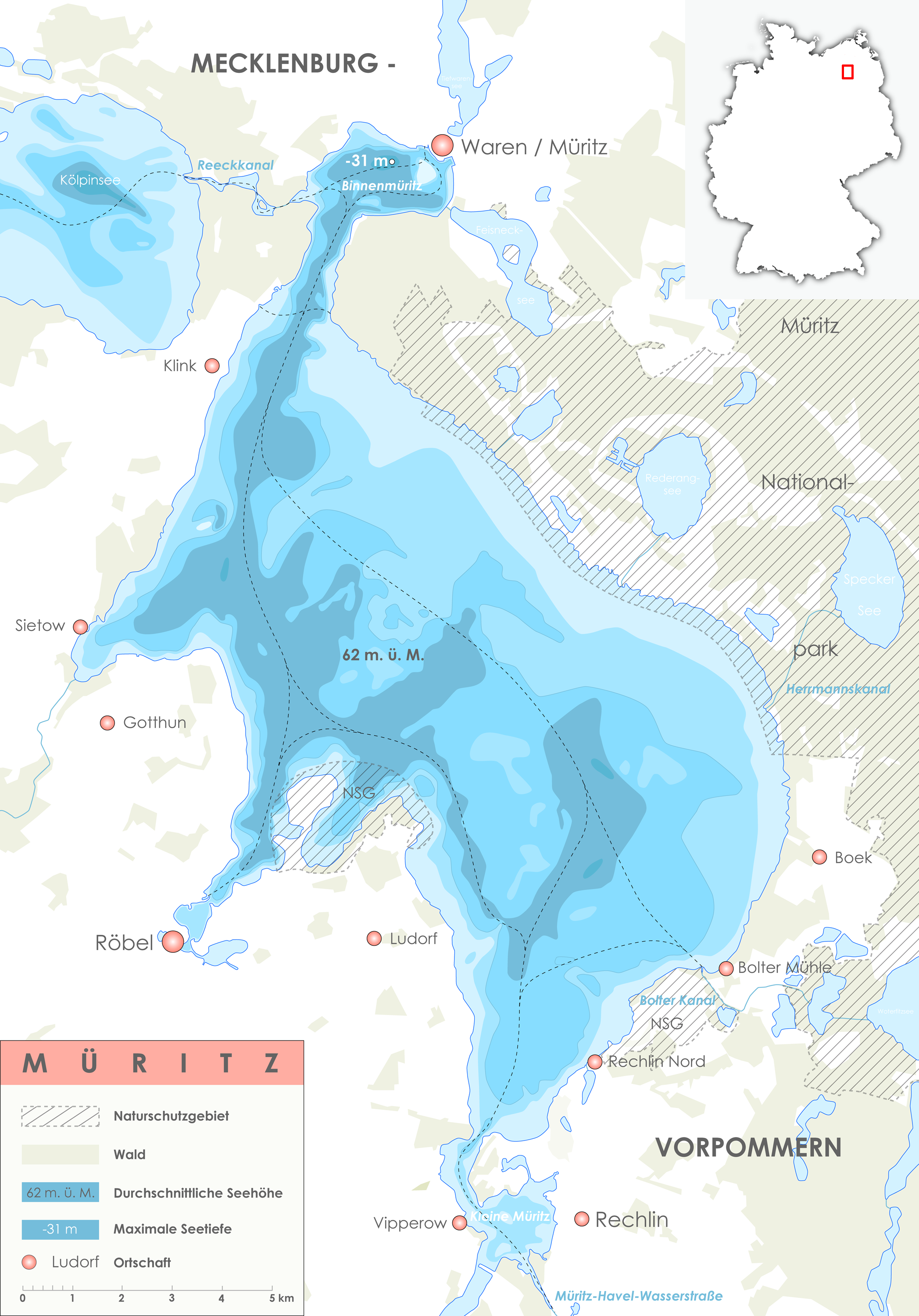
Carte bathymétrique du lac.

Le lac Müritz peut être subdivisé comme suit : 
- La partie ouest est divisée par des dépressions en forme de canaux[pas clair].
- La ville de Waren est située au nord du lac, qui ne dispose que d'un mince détroit pour le bassin principal qui est plus profond (-31 m)[pas clair].
- Dans le sud du lac se trouve la petite Müritz, à partir de laquelle bifurquent vers le sud, à son extrémité, les rivières Müritzarm et Müritzsee.

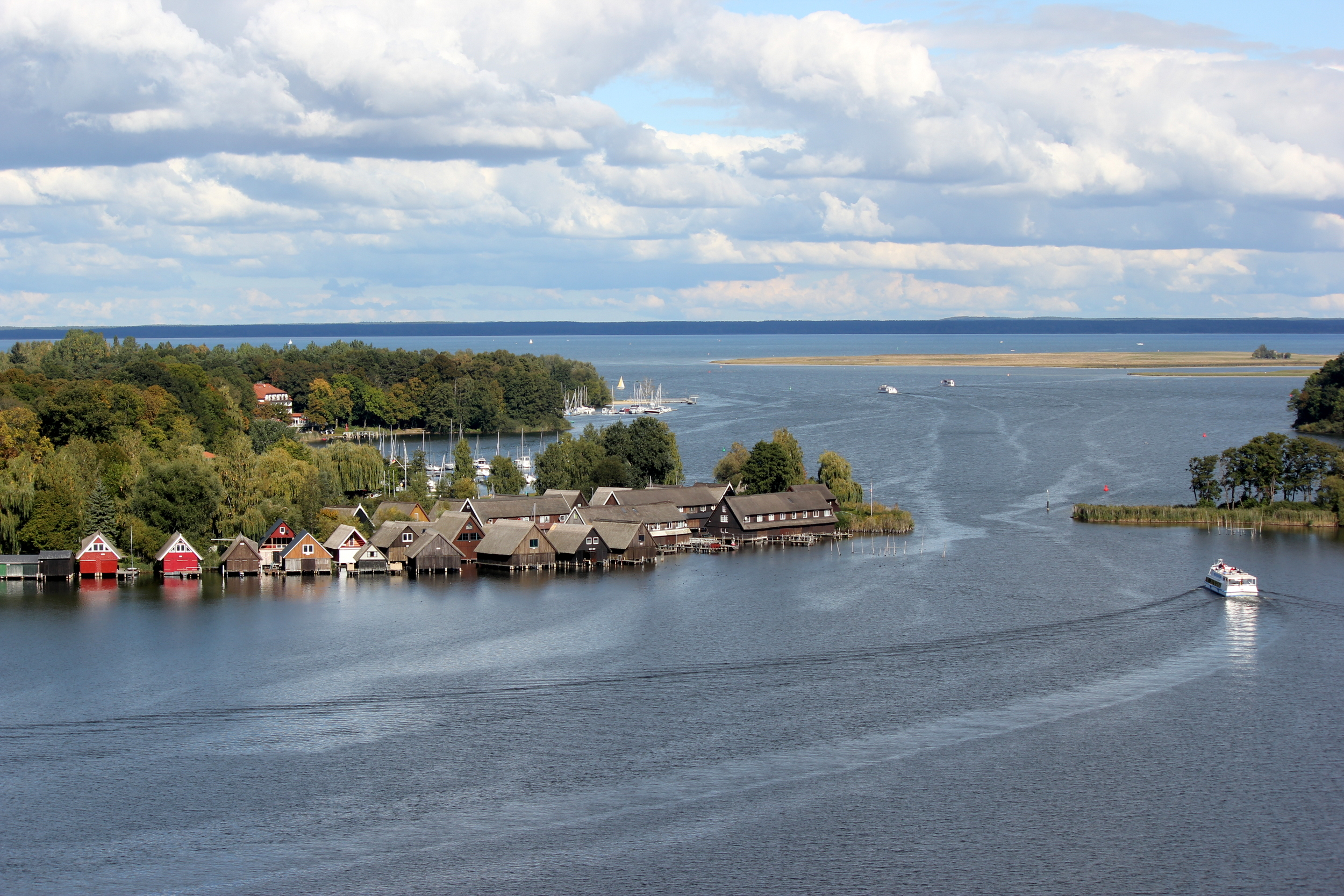
Détroit près de la ville de Röbel.

### Le niveau de l'eau
Le niveau de l'eau du lac a été changé plusieurs fois au cours des siècles passés principalement par l'intervention humaine.

### Parc national

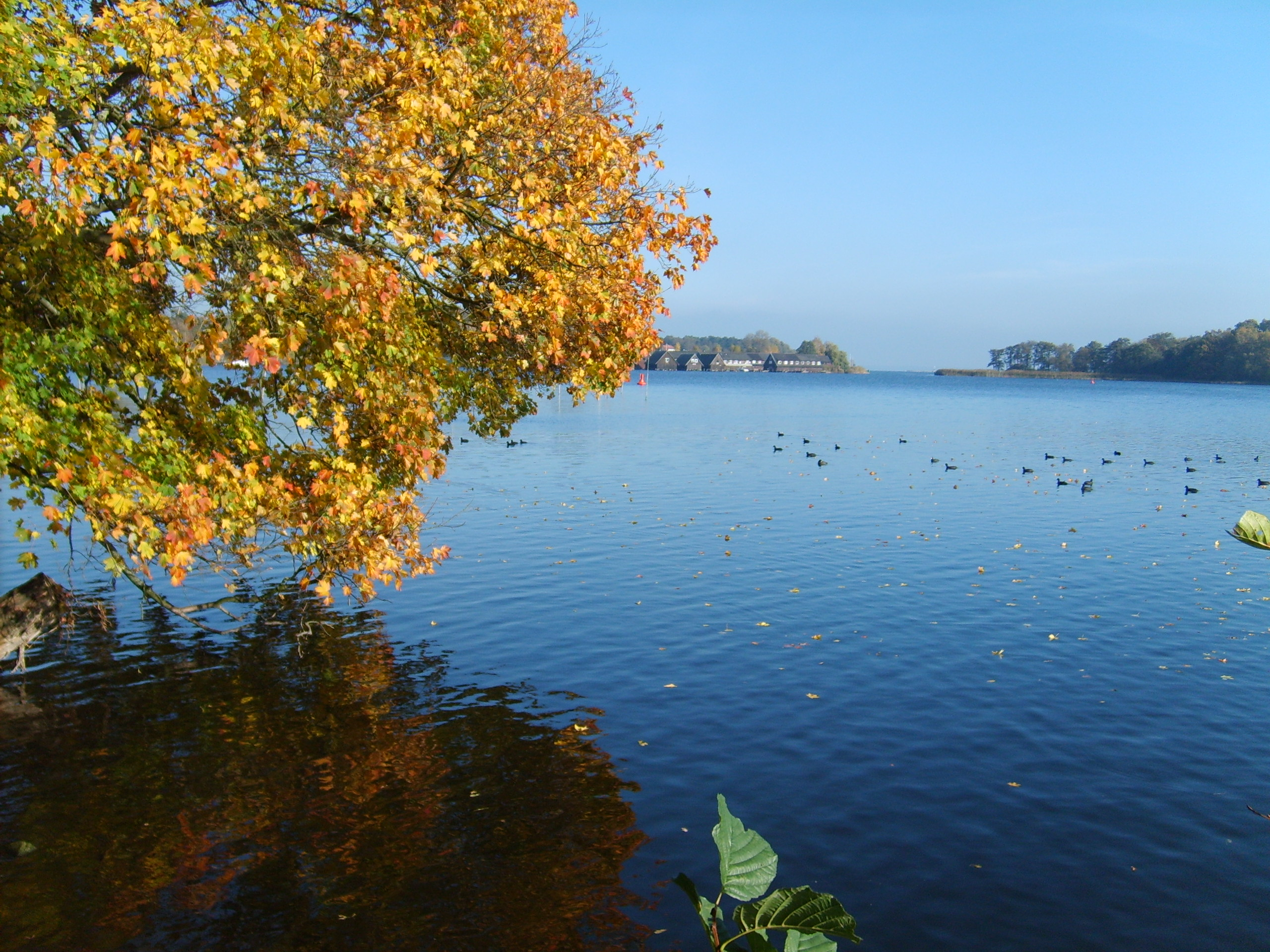
Le lac en 2008.

Une partie du lac et des forêts avoisinantes est protégée au sein du parc national de la Müritz.

### Site Ramsar
La rive est du lac Müritz a été désignée site Ramsar le 31 juillet 1978.

### Flore
Les zones riveraines de l'ouest du lac sont caractérisées par des prairies, des petites forêts et des champs sur les collines.

### Localités
Le lac est entouré par plusieurs villes et villages dont :
- Waren : au nord - 20 000 hab.
- Röbel/Müritz : à l'ouest - 5 100 hab.
- Rechlin : au sud - 2 000 hab.

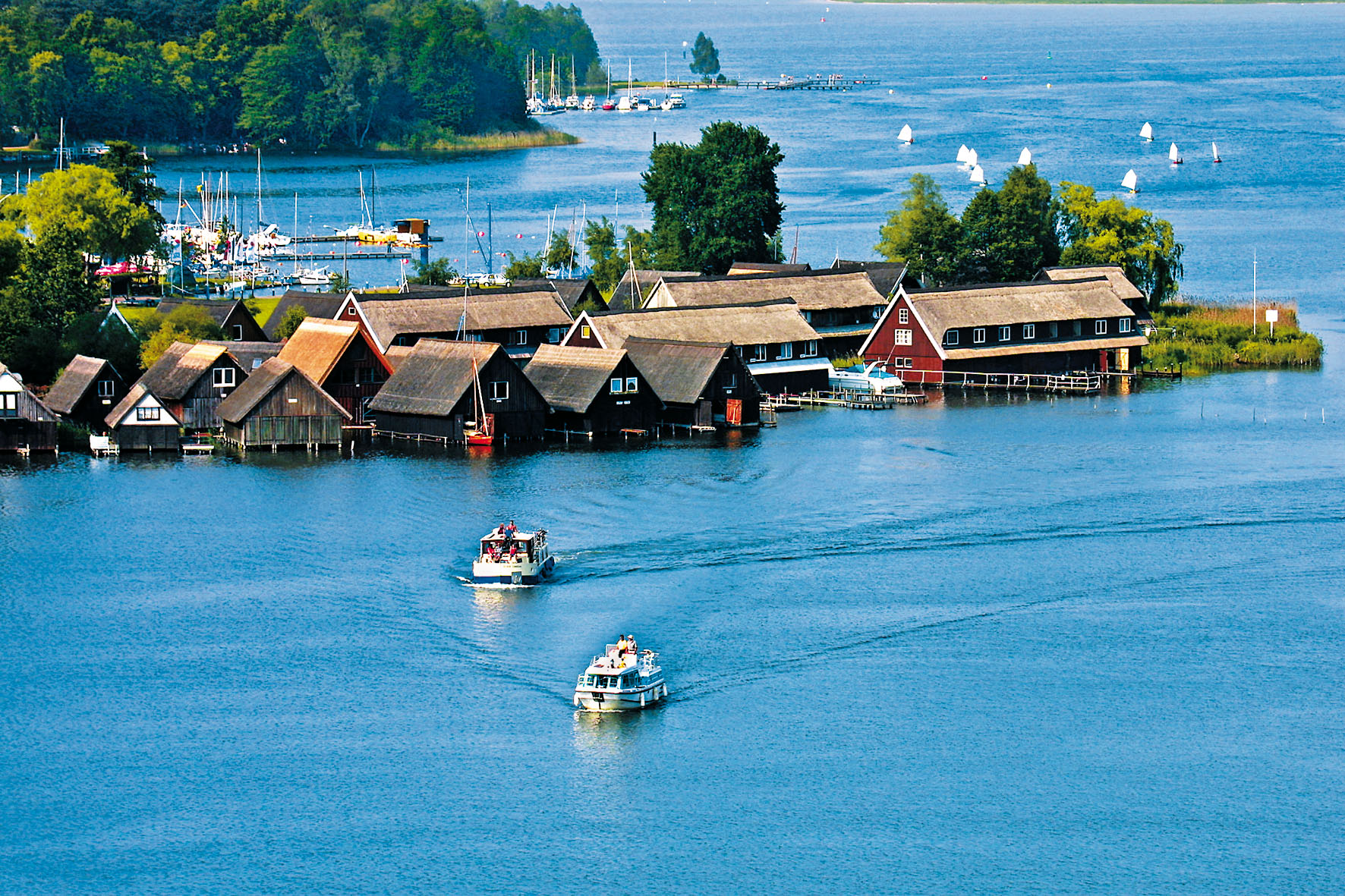

- Klink : au nord-ouest - 1 100 hab.
- Sietow : à l'ouest - 640 hab.
- Ludorf : au sud-ouest - 500 hab.
- Vipperow : au sud - 440 hab.
- Gotthun : à l'ouest - 300 hab.